# Sèves
Die Sèves ist ein Fluss in Frankreich, der im Département Manche in der Region Normandie verläuft. Sie entspringt in der Nähe von Vaudrimesnil, entwässert generell in nordöstlicher Richtung durch den Regionalen Naturpark Marais du Cotentin et du Bessin und mündet nach rund 33 Kilometern an der Gemeindegrenze von Auvers und Saint-Côme-du-Mont als rechter Nebenfluss in die Douve.

## Orte am Fluss
(Reihenfolge in Fließrichtung)
- Périers
- Saint-Germain-sur-Sèves
- Baupte